# Universitat (metrostation)
Universitat is een metrostation in het district Eixample in Barcelona, Spanje. Dit station is vernoemd naar Plaça Universitat, de locatie van de hoofdcampus van de Universiteit van Barcelona, en gebouwd in neogotische stijl. Het wordt aangedaan door L1 en L2.
Het station werd in 1926 geopend als onderdeel van de oorspronkelijke Ferrocarril Metropolità Transversal tussen Bordeta en Catalunya, en is sindsdien een van de drukste stations van Barcelona. Het perron voor L2 is in de jaren 90 gebouwd en werd geopend in 1995. Het heeft ingangen vanaf Ronda Universitat, Ronda de Sant Antoni, Plaça Universitat en Carrer de Pelai. De RENFE spoorlijnen komen ook door dit station waardoor architecten sommige delen opnieuw moesten ontwerpen.

## Lijn
- Metro van Barcelona L1
- Metro van Barcelona L2

Hospital de Bellvitge · Bellvitge · Av. Carrilet · Rambla Just Oliveras · Can Serra · Florida · Torrassa · Santa Eulàlia · Mercat Nou · Plaça de Sants · Hostafrancs · Espanya · Rocafort · Urgell · Universitat · Catalunya · Urquinaona · Arc de Triomf · Marina · Glòries · Clot · Navas · La Sagrera · Fabra i Puig · Sant Andreu · Torras i Bages · Trinitat Vella · Baró de Viver · Santa Coloma · Fondo
Paral·lel · Sant Antoni · Universitat · Passeig de Gràcia · Tetuan · Monumental · Sagrada Família · Encants · Clot · Bac de Roda · Sant Martí · La Pau · Verneda · Artigues | Sant Adrià · Sant Roc · Gorg · Pep Ventura · Badalona P. F.